# Skonto
Skonto – procentowe zmniejszenie sumy należności udzielane nabywcy przez dostawcę towaru, jeżeli odbiorca reguluje zapłatę należności gotówką przed umówionym terminem (tj. w przypadku, gdy nabywca zrezygnuje z zaoferowanego mu przez dostawcę kredytu handlowego).
W praktyce udzielenie skonta wygląda w ten sposób, że sprzedawca ustala termin płatności np. na 30 dni, ale jeżeli nabywca ureguluje należność w terminie np. 15 dni, to suma należności jest obniżana np. o 4%. Podjęcie decyzji o udzieleniu (skorzystaniu) ze skonta wymaga porównania skonta z kredytem handlowym. Wzór na koszt kredytu handlowego w skali rocznej (d):
{\displaystyle d={\frac {\left(s\cdot 100\right)}{\left(100-s\right)}}\cdot \left({\frac {365}{t}}\right)}
gdzie
{\displaystyle d} – kredyt handlowy w skali rocznej,
{\displaystyle s} – skonto,
{\displaystyle t} – liczba dni odroczenia płatności.
Z punktu widzenia podatku od towarów i usług (VAT) podstawą opodatkowania jest obrót, czyli „kwota należna z tytułu sprzedaży, pomniejszona o kwotę należnego podatku”. Obrót ten zmniejsza się jednak „o kwoty udokumentowanych, prawnie dopuszczalnych i obowiązkowych rabatów (bonifikat, opustów, uznanych reklamacji i skont)”. Regulacje te stosuje się także do ustalania podstawy opodatkowania w wewnątrzwspólnotowym nabyciu towarów, którą jest „kwota, jaką nabywający obowiązany jest zapłacić”. Skonto ma więc wpływ na podstawę opodatkowania podatkiem od towarów i usług (VAT), a tym samym także na wysokość podatku.